# Dostojewskaja (stacja metra)
Dostojewskaja (ros. Достоевская) – stacja linii Lublinsko-Dmitrowskiej metra moskiewskiego, otwarta 19 czerwca 2010.
Planowana jest przyszła zmiana na linii okrężnej stacji Suworowskaja.